# إتش إم. إس. ريتشاردز
إتش إم. إس. ريتشاردز (بالإنجليزية: H. M. S. Richards)‏ هو مقدم برامج إذاعية أمريكي، ولد في 1894 في ديفيس سيتي في الولايات المتحدة، وتوفي في 1985.